# Enrique Llovet
Enrique Llovet Sánchez (Málaga, 15 de agosto de 1917 - Madrid, 5 de agosto de 2010) fue un escritor (cronista, guionista de cine, crítico teatral y dramaturgo) y diplomático español. Utilizó el seudónimo de Marco Polo en sus crónicas periodísticas y obtuvo diversos premios por su polifacética obra literaria: el Mariano de Cavia (1958), el premio nacional de la Crítica teatral (1964), el premio nacional de Radio y Televisión (1965) y el premio nacional de Literatura «Azorín» (1967). Existe un Premio de teatro Enrique Llovet que concede la Diputación de Málaga.

## Biografía
Hijo de un médico, hizo sus primeros estudios en el Instituto malagueño Vicente Espinel, de la calle Gaona, donde también fueron alumnos Picasso, Severo Ochoa, Ortega y Gasset, Blas Infante y Victoria Kent. Estudió Derecho, Filosofía y Letras, Políticas y Económicas, tanto en España (Granada, Sevilla y Madrid) como en la Sorbona de París o en el Trinity College de Dublín.  Desde joven destacó por sus colaboraciones literarias, iniciándose periodísticamente en el diario Sur de Málaga. En el panorama del final de la guerra civil —en la que se contó en el bando de los vencedores—, apareció como «uno de los intelectuales y creadores más completos y polifacéticos». Como poeta, fue autor de letras de himnos falangistas, escribió en «diversas publicaciones del bando alzado, como Vértice o Legiones y Falanges», además de colaborar en varias colecciones de «poemas hagiográfico-patrióticos» y dirigir, desde 1943, el Boletín de Información del Servicio Exterior de Falange. No obstante, a partir de la década de 1950, se fue «distanciando progresivamente del régimen en una evolución de la que dan cuenta sus controvertidos artículos políticos publicados en ABC».
En 1950 ingresó en la Escuela diplomática. Ejerció como diplomático en diversas capitales del mundo como París y Buenos Aires, desde donde se inició como cronista. En 1956 contrajo matrimonio con Carmen Baeza, hija del ensayista, traductor y diplomático republicano Ricardo Baeza Durán.

### El cronista periodístico «Marco Polo»
Destinado en el consulado español de Teherán, publicará, con el seudónimo de «Marco Polo», en la prensa española (Blanco y Negro), crónicas de los acontecimientos de Oriente Medio, y otros trabajos periodísticos, textos que son traducidos en distintos medios de comunicación de Estados Unidos, Inglaterra, Francia, Italia y Alemania. Esta experiencia culminará en su obra Oriente Medio (Madrid, Arión, 1959). Por su artículo «Grandeza y miseria del Oriente» obtuvo el Premio Mariano de Cavia, concedido por el diario ABC, correspondiente a 1958.

### Yo te diré: una canción muy especial
En los primeros años cuarenta escribe el guion cinematográfico titulado «Los héroes de Baler» que servirá posteriormente para la película Los últimos de Filipinas (1945), donde hará célebre la canción «Yo te diré», cuya letra escribe para esa cinta. Al morir Llovet, el periodista Antonio Burgos dijo en su artículo homenaje: «Escribió una de las más bellas habaneras compuestas nunca, la que cantaba Nani Fernández en Los últimos de Filipinas»;  y Antonio Mingote le dedicó un dibujo con la leyenda: «Yo te diré, Enrique Llovet, por qué mi canción te nombra sin nombrar». Unos años más tarde publicó una novela corta inspirada en el guion cinematográfico con el mismo título que la película, Los últimos de Filipinas (Madrid, La novela del Sábado, 1954). Tras el «Yo te diré», escribió la letra de la canción «Luna de España», para Celia Gámez.
Su primera obra como autor teatral —Don Pío descubre la primavera— fue una comedia humorística escrita en colaboración con Tono (Antonio Lara), que se representó en Madrid en 1946. Esta obra intenta crear una nueva modalidad de humorismo, de sentido más intelectual y mayor alcance imaginativo. 
De 1958 es el relato de humor Operación C-1, con ilustraciones de Mingote. En 1960 vuelve una obra suya a las tablas, esta vez escrita en solitario: la navideña Tururururú (1960), estrenada en el Teatro de la Comedia de Madrid por la Compañía de Aurora Bautista y Teresa Berganza. Entre sus numerosos los guiones cinematográficos destacan Aeropuerto, Cervantes, Simón Bolívar y la adaptación de la obra de Valle-Inclán Divinas palabras.

### Del equipo de Samuel Bronston a TVE
Colaboró en el guion de El Cid, película épica, rodada en el año 1961, bajo la dirección de Anthony Mann, sobre la historia de Rodrigo Díaz de Vivar y el poema Mío Cid. El norteamericano Samuel Bronston fue el productor, con quien Llovet colaboró en otras superproducciones cinematográficas.
También ha sido guionista de diversas series de TVE, como las Sonatas de Valle Inclán. En TVE se encargó de la dirección de 300 millones, programa cultural y de diversión para todos los países de habla española.

## El crítico y el teórico del teatro
Enrique Llovet ha sido reconocido como uno de los más prestigiosos conocedores y teóricos del teatro de la segunda mitad del siglo XX. Gran lector y con una mente lúcida y analítica, combinó sus conocimientos sobre el arte dramático con el humor andaluz. Como crítico teatral se inicia en ABC, periódico en el que publicará durante muchos años sus evaluaciones de la cartelera madrileña y nacional, frente a la alternativa de opinión que representó el crítico Alfredo Marquerie, desde el diario Pueblo. Eran las dos voces más influyentes de la crítica teatral española en los años cincuenta y sesenta, a las que habría que sumar la labor crítica de nombres como José Monleón y Eduardo Haro Tecglen. 
Escribe también en el diario Informaciones, empieza a colaborar en TVE y terminará publicando en El País. Compaginó su labor de crítico con la de teoría teatral, en sus libros La formación del actor (1964) y Lo que sabemos del teatro (1967). A lo largo de su vida ha publicado cientos de artículos de todo tipo, fundamentalmente sobre literatura, teatro, y cultura en general, pero también ha sido analista del acontecer social y político. Sus artículos en la «tercera» de ABC, han sido contestados en esa misma página por otras grandes plumas de la cultura española. 
Ha ocupado la cátedra de teatro Tirso de Molina y ha dirigido diversas revistas literarias. Ha estado atento tanto al teatro clásico, como al contemporáneo, a las formas tradicionales y a las nuevas (el Teatro Experimental Independiente o TEI). Profesor y conferenciante en la Real Escuela Superior de Arte Dramático, la Universidad Autónoma de Madrid, etc. Muy numerosos son los libros referentes al teatro o a obras teatrales que llevan prólogo o estudios introductorios de Enrique Llovet. En toda su obra hay una jerarquía de principios de lo que debe ser el teatro y cómo hay que valorar las obras. Su labor como crítico se fundamentaba tanto en los principios clásicos de la Dramaturgia, como en el «criterio histórico y social» (que relacionaba el teatro con la sociedad y sus tendencias y movimientos) y el «criterio impresionista» (que atendía a las emociones estéticas que una obra causaba en el espectador o el crítico). 
Su tarea de crítico teatral no le impidió extender una mirada penetrante y literaria sobre la realidad española, en su configuración natural e histórico-social. Así, obtuvo el Premio Nacional de Literatura «Azorín» con su libro España viva (1967).  Se concibe como una guía literaria y turística con la originalidad de denominar las regiones mediante un símbolo: así la España de cristal, la del Ebro, la frutal, la del sol, la del Guadalquivir, la de los conquistadores, la de los castillos, la del pan, la forestal.

## Adaptador del teatro clásico
Más que como autor, la importancia de Llovet en la escena teatral española de la segunda mitad del siglo XX radica en su adaptación de obras clásicas españolas y en la traducción de extranjeras para su puesta en escena. Como adaptador y dramaturgo trabajó con los mejores directores y productores de su tiempo: Miguel Narros, Adolfo Marsillach, José Osuna, José Tamayo. Ya en 1945 adaptó la comedia de Tirso de Molina Don Gil de las calzas verdes, interpretada por Mercedes Prendes. 
Pero será con la adaptación del Tartufo de Molière con la que consigue un brillante impacto en la escena española, que desborda lo literario para alcanzar lo político, ya que en la obra se planteaba una crítica entre líneas del gobierno de ese momento (1969). 
Fue estrenada en el Teatro de la Comedia de Madrid por la Compañía de Adolfo Marsillach, primer gran actor de las adaptaciones de Llovet. Diez años más tarde (Teatro Príncipe de Madrid, 1979) utilizará el mismo texto para realizar una crítica política desde el teatro, a un gobierno ya del sistema democrático. 
Otra de las creaciones más personales de Llovet fue el drama Sócrates (1972), centrado en la persona, las ideas y el final del filósofo griego. Basado en los Diálogos y la Apología de Sócrates de Platón, fue puesto en escena con una intención social y política. Se estrenó bajo la dirección de Adolfo Marsillach, que actuó de gira por varias provincias españolas en 1973. Venía a ser una anticipación teatral del cambio político que se anunciaba y que una parte de la sociedad española estaba reclamando. 

### Con elTeatro Estable Castellano(TEC) y conJosé Tamayo
También de Molière, había puesto en escena una versión de Las mujeres sabías en el Teatro Español de Madrid, en 1967. De Shakespeare, adaptó Medida por medida (1969), y de Aristófanes, Lisístrata (1975). A partir de 1978, Enrique Llovet se encargó de la dramaturgia del Teatro Estable Castellano: estrena con ellos El tío Vania de Chéjov (1979) y Don Carlos, infante de España (1979). Con el actor José María Rodero estrenó en 1979 la adaptación de Historia de un caballo de Tolstói, que años más tarde, volvería a escena con el actor Carlos Hipólito. 
En la década de los 80 hay que destacar la adaptación de la tragedia de Shakespeare Antonio y Cleopatra (1980), estrenada en el Teatro romano de Mérida, con la dirección de José Tamayo. En 1981, La gaviota, de Chéjov (1981). Y en 1986, Enrique IV de Pirandello, de nuevo con Tamayo y con Rodero; y luego, de Tennessee Williams, Un tranvía llamado deseo (1988). En los años 90 también adaptó un clásico que se repone anualmente en los escenarios de Madrid, el Don Juan Tenorio de José Zorrilla. 
En 1995 recibió la medalla de oro del Ateneo de Málaga y la Medalla de la ciudad de Málaga, concedida por el Ayuntamiento. Ya en 1987, el Área de Cultura y Educación de la Diputación de esa ciudad había creado el Premio de teatro Enrique Llovet. En 2001 recogió en su libro La magia del teatro una antología de su mejores artículos sobre teoría teatral.
Enrique Llovet falleció en Madrid el 5 de agosto de 2010.  La ciudad de Málaga le ha dedicado la calle «Escritor Enrique Llovet».